# Hostija
Hostija ili Tijelo Kristovo je okrugla bijela pločica teška nekoliko grama za koju kršćani smatraju da je "hrana za dušu", odnosno duhovna hrana. U Crkvama se hostije upotrebljavaju umjesto običnog kruha (koji sadrži kvasac) i peku se bez kvasca. Rimokatolička tradicija upotrebljava beskvasni kruh, Istočni dio Crkve obični kvasni kruh. Sve do svećenikovih riječi, hostija je običan kruh. Poslije riječi slijedi pretvaranje u Tijelo Kristovo.
Dvije su vrste hostija: posvećena i neposvećena. Posvećena je pravo tijelo Kristovo, dok neposvećene nalikuju pravim hostijama, iako one nisu pravo tijelo Kristovo. Hostije se primaju za sakrament Svete pričesti (euharistije). Isus uzme kruh i reče:
To je bilo na Veliki četvrtak, za vrijeme Pashe (Pesah). U katolika i pravoslavaca obred je euharistijom ako ga je izveo posvećeni svećenik. Kod protestanata obred je tek simboličan i ne smatraju to za istinsku pretvorbu kruha u Tijelo Kristovo te taj obred kod njih smije se obavljati i bez svetog reda.
Hostija se sastoji samo od najfinijeg bijelog pšeničnog brašna i bistre vode. Tijesto za hostije u Hrvatskoj uglavnom peku časne sestre. Kasnije se od dobivenog oblika izreže krug koji je oblik hostije pomoću alata za izrezivanje hostija, i na njoj je uvijek potrebno napraviti znak križa. 
Hostija je u euharistiji zamijenjena umjesto žrtvovanja životinja (najčešće su to bili ovan ili mlado janje staro do 1 godine). Hostija se koristi i u pravoslavnim Crkvama, u liturgiji, a na srpskom jeziku to je prosfora (što na grčkom znači "prinosim"), bijela je pločica koja sadrži kvasac i, zajedno s vinom, predstavlja dar Crkve Bogu.
Hostija puca ako prostorija u kojoj se nalazi nije vlažna. Da se ne lomi, tijesto mora biti rijetko. Poslije pečenja, hostiju se mora ovlažiti da se ne mrvi. Radi sprječavanja krtosti, časne su sve do nedavno držale pripremljene hostije u posudama u bunaru, u gusterni, malo iznad razine vode ili sličnim rješenjima. I vremenski uvjeti utječu na kvalitetu hostije. Današnjim poluautomatskim uređajima peku se veliki komadi promjera 40-ak centimetara. Iz svakog se izradi 56 malih hostija i desetak velikih za svećenike. Proces pečenja traje dvije minute. Nakon pečenja ravna ih se i u vlažnoj prostoriji reže na manje krugove.